# 青木恒太郎
青木 恒太郎（あおき つねたろう、1862年4月8日（文久2年3月10日）- 1925年（大正14年）7月13日）は、日本の政治家。衆議院議員（1期）。

## 経歴
越後国魚沼郡、のちの新潟県南魚沼郡藪神村（大和村、大和町を経て現南魚沼市）出身。村会議員、南魚沼郡会議員。新潟県会議員、芹田耕地整理組合長、薮神信用販売購買組合理事となる。
1920年（大正9年）第14回衆議院議員総選挙において新潟10区から立憲政友会公認で立候補して当選する。衆議院議員を1期務めた。1924年（大正13年）第15回衆議院議員総選挙には立候補しなかった。1925年死去。